# Rąpin
Rąpin – wieś w Polsce położona w województwie lubuskim, w powiecie strzelecko-drezdeneckim, w gminie Drezdenko. W pobliżu wsi znajdują się jeziora Lubowo oraz Rąpino.

## Historia i osobliwości
Wieś założona w 1747 jako osada olęderska. Przybyszami byli koloniści polscy w liczbie 22 osób. Oprócz kościoła (1898-1903) do osobliwości wsi należą:
- dąb pomnikowy (obwód - 380 cm) - posadzony 21 marca 1897 w setną rocznicę urodzin cesarza Wilhelma I[3],
- dąb (usychający) o obwodzie 560 cm zlokalizowany około pół kilometra od boiska KS Leśnik, na skraju lasu,
- dawne nadleśnictwo[4].

W latach 1954-1957 wieś była siedzibą gromady Rąpin, po jej zniesieniu w gromadzie Trzebicz. W latach 1975–1998 miejscowość administracyjnie należała do województwa gorzowskiego.

## Zabytki
Do wojewódzkiego rejestru zabytków wpisany jest:
- wiatrak, z końca XVIII wieku nie istnieje.